# Leksvik
Leksvik is een plaats en voormalige gemeente in de Noorse provincie Trøndelag. De gemeente telde 3480 inwoners in januari 2017.

## Geschiedenis
Tot 1 januari 2018 maakte de gemeente deel uit van de provincie Nord-Trøndelag. Op deze dag fuseerde de provincie met Sør-Trøndelag en Leksvik met de gemeente Rissa, dat deel had uitgemaakt van deze provincie, tot een nieuwe gemeente Indre Fosen.

## Plaatsen in de voormalige gemeente
- Bergbygda
- Blankbygda
- Dalbygda
- Hindrem
- Kroa
- Leksvik
- Myrahaugen
- Rønningen
- Seter
- Vannvikan
- Vanvikan